# 马尔任 (加维昂)
马尔任是葡萄牙波塔莱格雷区的一个堂区。其总面积56.79平方公里，总人口1026人，人口密度18.1人/平方公里。